# Arkadelphia
Arkadelphia es una ciudad ubicada en el condado de Clark en el estado estadounidense de Arkansas. En el Censo de 2010 tenía una población de 10714 habitantes y una densidad poblacional de 567,14 personas por km².

## Etimología
El nombre de la ciudad está formado por la combinación de Ark- del nombre del estado Arkansas, y -adelphia, significando hermano o lugar en griego.

## Historia
La ciudad fue fundada alrededor de 1809 por John Hemphill, operador de una salina cerca de la ubicación actual de la ciudad. Fue conocida como Blakelytown hasta 1839, cuando adoptó su nombre actual.

## Geografía
Arkadelphia se encuentra ubicada en las coordenadas 34°7′27″N 93°4′21″O / 34.12417, -93.07250. Según la Oficina del Censo de los Estados Unidos, Arkadelphia tiene una superficie total de 18.89 km², de la cual 18.8 km² corresponden a tierra firme y (0.49%) 0.09 km² es agua.
La ciudad se encuentra a los pies de las montañas Ouachita. Alberga a dos universidades: Henderson State University (Universidad Estatal Henderson) y Ouachita Baptist University (Universidad Baptista Ouachita).

## Demografía
Según el censo de 2010, había 10714 personas residiendo en Arkadelphia. La densidad de población era de 567,14 hab./km². De los 10714 habitantes, Arkadelphia estaba compuesto por el 65.52% blancos, el 30.28% eran afroamericanos, el 0.49% eran amerindios, el 0.79% eran asiáticos, el 0.03% eran isleños del Pacífico, el 1.26% eran de otras razas y el 1.63% pertenecían a dos o más razas. Del total de la población el 3.24% eran hispanos o latinos de cualquier raza.